# Vlag van Kootstertille

Vlag van Kootstertille
(sinds 2004)

De vlag van Kootstertille is de dorpsvlag van het Nederlandse dorp Kootstertille, in de Friese gemeente Achtkarspelen. De vlag werd in de huidige vorm op 7 september 2004 aangenomen en in 2005 geregistreerd. Het ontwerp van de vlag is van de hand van Fryske Rie foar Heraldyk.

## Beschrijving
De beschrijving van de vlag is als volgt:
Vijf even hoge horizontale strepen van wit en blauw, met aan de broekzijde in de bovenste twee witte banen een rode merlet, geplaatst op 1/10 vlaglengte vanaf de broekzijde.
De kleuren zijn afkomstig van het dorpswapen.

## Symboliek
- Blauwe banen: verwijzing naar het water.
- Rode merletten: de rode kleur is afkomstig uit het wapen van Achtkarspelen.

## Voorgaande vlag

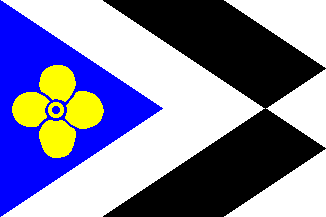
Vlag van Kootstertille
(1999-2001)

Op 1999 was een eerdere vlag aangenomen die als volgt kan worden beschreven:
In wit een blauwe broekingsdriehoek, rakend aan het midden van de vlag, belegd met een gele vierbladige scheepsschroef met een diameter gelijk aan 1/4 van de vlaghoogte; in de vlucht een zwarte gebroken broekkeper waarvan de benen de boven- en onderkant van de vlag in drie even lange stukken verdelen; de top van de keper gebroken in de richting van de vlagdiagonalen en rakend aan de vluchtzijde op 1/3 en 2/3 vlaghoogte.
In de vlag komen de elementen van het oude dorpswapen terug. De blauwe broekingsdriehoek is het kanaal; de scheepsschroef symboliseert scheepsbouw en scheepvaart in het kanaal, en de gebroken zwarte keper de grote beweegbare brug. De kleuren zwart en wit verwijzen naar het oude dorpswapen van De Kooten, terwijl de blauwe broekingsdriehoek verwijst naar de nieuwe elementen in het wapen. Deze vlag werd ontworpen door Hans van Heijningen. Het vlagontwerp was afgekeurd in 2001.

## Zie ook

Wapen van Kootstertille